# Eurovision Song Contest 2004
Eurovision Song Contest 2004 là cuộc thi Ca khúc truyền hình châu Âu thứ 49. Cuộc thi diễn ra ở thành phố Istanbul của Thổ Nhĩ Kỳ. 

## Các ứng viên

### Bán kết
| Draw | Quốc gia             | Ngôn ngữ         | Nghệ sĩ                              | Ca khúc                         | Vị trí | Số điểm |
| ---- | -------------------- | ---------------- | ------------------------------------ | ------------------------------- | ------ | ------- |
| 01   | Phần Lan             | Tiếng Anh        | Jari Sillanpää                       | "Takes 2 to Tango"              | 14     | 51      |
| 02   | Belarus              | Tiếng Anh        | Aleksandra và Konstantin             | "My Galileo"                    | 5      | 104     |
| 03   | Thụy Sĩ              | Tiếng Anh        | Piero Esteriore vàMusic              | "Celebrate"                     | 22     | 0       |
| 04   | Latvia               | Tiếng Latvia     | Fomins và Kleins                     | "Dziesma par laimi"             | 17     | 23      |
| 05   | Israel               | Tiếng Hebrew     | David D'Or                           | "להאמין"                        | 11     | 57      |
| 06   | Andorra              | Tiếng Català     | Marta Roure                          | "Jugarem a estimar-nos"         | 18     | 12      |
| 07   | Bồ Đào Nha           | Tiếng Bồ Đào Nha | Sofia Vitória                        | "Foi magia"                     | 15     | 38      |
| 08   | Malta                | Tiếng Anh        | JulieVàLudwig                        | "On Again... Off Again"         | 8      | 74      |
| 09   | Monaco               | Tiếng Pháp       | Maryon                               | "Notre planète"                 | 19     | 10      |
| 10   | Hy Lạp               | Tiếng Anh        | Sakis Rouvas                         | "Shake It"                      | 3      | 238     |
| 11   | Ukraina              | Tiếng Ukraina    | Ruslana                              | "Wild Dances"                   | 2      | 256     |
| 12   | Litva                | Tiếng Anh        | Linas và Simona                      | "What's Happened to Your Love?" | 16     | 26      |
| 13   | Albania              | Tiếng Anh        | Anjeza Shahini                       | "The Image of You"              | 4      | 167     |
| 14   | Síp                  | Tiếng Anh        | Elvir Laković Laka                   | "Stronger Every Minute"         | 5      | 149     |
| 15   | Macedonia            | Tiếng Anh        | Toše Proeski                         | "Life"                          | 10     | 71      |
| 16   | Slovenia             | Tiếng Anh        | Platin                               | "Stay Forever"                  | 21     | 5       |
| 17   | Estonia              | Tiếng Võro       | Neiokõsõ                             | "Tii"                           | 11     | 57      |
| 18   | Croatia              | Tiếng Anh        | Ivan Mikulić                         | "You Are the Only One"          | 8      | 79      |
| 19   | Đan Mạch             | Tiếng Anh        | Tomas Thordarson                     | "Shame on You"                  | 7      | 94      |
| 20   | Serbia và Montenegro | Tiếng Serbia     | Željko Joksimovićvà Ad Hoc Orchestra | "Лане моје"                     | 1      | 263     |
| 21   | Bosna và Hercegovina | Tiếng Anh        | Fuad Backović                        | "In the Disco"                  | 7      | 133     |
| 22   | Hà Lan               | Tiếng Anh        | Re-Union                             | "Without You"                   | 6      | 146     |

### Chung kết
| STT | Quốc gia             | Ngôn ngữ                     | Nghệ sĩ                               | Bài hát                       | Vị trí | Điểm số |
| --- | -------------------- | ---------------------------- | ------------------------------------- | ----------------------------- | ------ | ------- |
| 01  | Tây Ban Nha          | Tiếng Tây Ban Nha            | Ramón                                 | "Para llenarme de ti"         | 10     | 87      |
| 02  | Áo                   | Tiếng Đức                    | Tie Break                             | "Du bist"                     | 21     | 9       |
| 03  | Na Uy                | Tiếng Anh                    | Knut Anders Sørum                     | "High"                        | 24     | 3       |
| 04  | Pháp                 | Tiếng Pháp Tiếng Tây Ban Nha | Jonatan Cerrada                       | "À chaque pas"                | 23     | 14      |
| 05  | Serbia và Montenegro | Tiếng Serbia                 | Željko Joksimović và Ad Hoc Orchestra | "Лане моје"                   | 2      | 263     |
| 06  | Malta                | Tiếng Anh                    | JulieVàLudwig                         | "On Again... Off Again"       | 12     | 50      |
| 07  | Hà Lan               | Tiếng Anh                    | Re-Union                              | "Without You"                 | 20     | 21      |
| 08  | Đức                  | Tiếng Thổ Nhĩ Kỳ             | Maximilian Mutzke                     | "Can't Wait Until Tonight"    | 8      | 93      |
| 09  | Albania              | Tiếng Anh                    | Anjeza Shahini                        | "The Image of You"            | 21     | 44      |
| 10  | Ukraina              | Tiếng Ukraina                | Ruslana                               | "Wild Dances"                 | 1      | 280     |
| 11  | Croatia              | Tiếng Anh                    | Ivan Mikulić                          | "You Are the Only One"        | 12     | 50      |
| 12  | Bosna và Hercegovina | Tiếng Anh                    | Fuad Backović                         | "In the Disco"                | 7      | 138     |
| 13  | Bỉ                   | Tiếng Anh                    | Xandee                                | "1 Life"                      | 22     | 7       |
| 14  | Nga                  | Tiếng Anh                    | Yulia Savicheva                       | "Believe Me"                  | 11     | 67      |
| 15  | Macedonia            | Tiếng Anh                    | Toše Proeski                          | "Life"                        | 14     | 47      |
| 16  | Hy Lạp               | Tiếng Anh                    | Sakis Rouvas                          | "Shake It"                    | 3      | 252     |
| 17  | Iceland              | Tiếng Anh                    | Jón Jósep Snæbjörnsson                | "Heaven"                      | 19     | 16      |
| 18  | Ireland              | Tiếng Anh                    | Chris Doran                           | "If My World Stopped Turning" | 22     | 7       |
| 19  | Ba Lan               | Tiếng Tây Ban Nha            | Blue Café                             | "Love Song"                   | 19     | 47      |
| 20  | Anh                  | Tiếng Anh                    | James Fox                             | "Hold On to Our Love"         | 8      | 132     |
| 21  | Síp                  | Tiếng Anh                    | Lisa Andreas                          | "Stronger Every Minute"       | 5      | 170     |
| 22  | Thổ Nhĩ Kỳ           | Tiếng Anh                    | Athena                                | "For Real"                    | 4      | 195     |
| 23  | România              | Tiếng Anh                    | Sanda Ladoși                          | "I Admit"                     | 18     | 18      |
| 24  | Thụy Điển            | Tiếng Anh                    | Lena Philipsson                       | "It Hurts"                    | 5      | 170     |